# جيري ليندغرين
جيري ليندغرين (بالإنجليزية: Gerry Lindgren)‏ هو منافس ألعاب قوى أمريكي، ولد في 9 مارس 1946 في سبوكين في الولايات المتحدة.

## وصلات خارجية
- جيري ليندغرين على موقع الاتحاد الأمريكي لسباقات المضمار والميدان (الإنجليزية)
- جيري ليندغرين على موقع الاتحاد الأمريكي لسباقات المضمار والميدان، قاعة المشاهير (الإنجليزية)
- جيري ليندغرين على موقع أوليمبيديا (الإنجليزية)